# Mastia

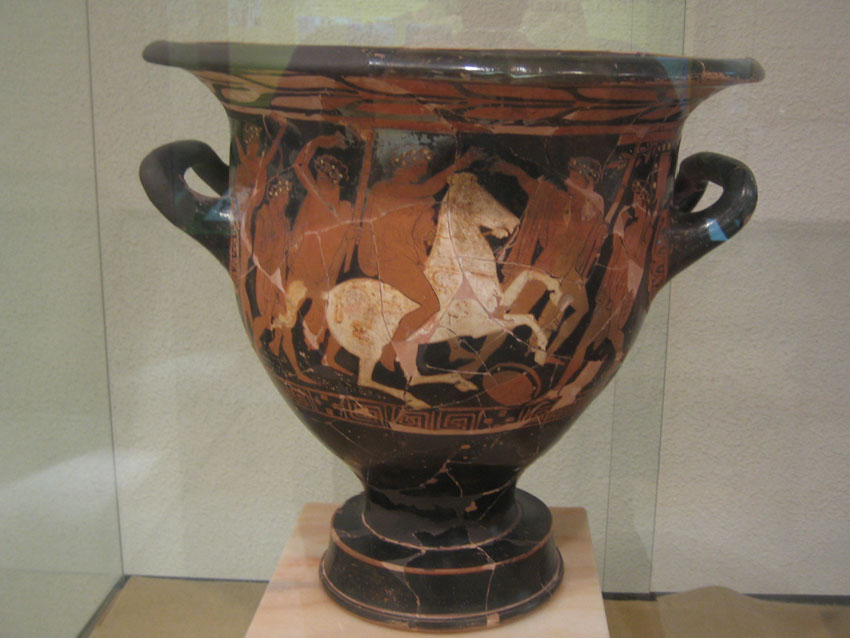
Crátera griega del poblado ibérico de Los Nietos, Cartagena. Muestra del intercambio comercial ibérico con oriente.

Mastia (o Mastia de Tarsis) es el nombre de una antigua etnia ibérica, perteneciente a la confederación tartésica, situada en el sureste de España y que tradicionalmente se ha asociado a la ciudad de Cartagena, sobre todo a partir del análisis de la fuentes clásicas que a comienzos del siglo XX realizó el alemán Adolf Schulten.

## Historia
La primera descripción de la ciudad de Mastia aparece en obra titulada Ora maritima, del poeta latino Rufo Festo Avieno, del siglo IV d. C., aunque para su redacción utilizó fuentes supuestamente más antiguas, como un posible periplo masaliota del siglo VI a. C. La descripción de Avieno dice así:

... Se halla luego el puerto Namnatio que desde el mar abre su curva cerca de la ciudad de los massienos. Y en el fondo del golfo se levantan las altas murallas de la ciudad de Massiena...
 Rufo Festo Avieno, Ora maritima.

Sin embargo, no hay pruebas definitivas de que el texto se refiera a la ciudad de Cartagena, aunque por el contexto y el resto de descripciones de accidentes geográficos que anteceden y siguen a estos versos, parece que pueda referirse a esta ciudad. Aunque, también ha habido estudiosos que han ubicado Mastia en algún punto cercano a Mazarrón o en la antigua ciudad de Carteia (Cádiz), situada al fondo de la bahía de Algeciras. 
También hay una referencia a Mastia en el segundo tratado romano-cartaginés del año 348 a. C., como "Μαστια Ταρσειον" (Mastia de Tarsis), que marcaba el límite que podían alcanzar Roma y sus aliados en la península ibérica.
Por Hecateo de Mileto sabemos que los mastianos (Μαστιανοí) formaban un pueblo hacia a las Columnas de Hércules, cuya ciudad cabecera era Mastia. Algunas ciudades dependían o estaban bajo su ámbito o influencia; así se menciona por orden en las fuentes:
- Syalis, ciudad de los mastienos. Posiblemente Suel, actual Fuengirola.
- Menobora, ciudad de los mastienos. Probablemente referida a Maenoba, actual Torre del Mar (Málaga).
- Sixos, ciudad de los mastienos. La única que con cierta seguridad puede identificarse. Se trata de Sexi, la actual Almuñécar.
- Molybdine, ciudad de los mastienos.

Su riqueza minera, pesquera y agrícola fue la causa de que el reino de Tartessos la mantuviese en su área de influencia.

## Fundación de Qart Hadasht
La primera constancia cierta de la existencia de Cartagena se refiere a la fundación alrededor del año 227 a. C. de la ciudad de Qart Hadasht ('Ciudad Nueva'), principal colonia cartaginesa en Iberia, por el general cartaginés Asdrúbal el Bello, yerno del general Amílcar Barca. 
La cultura tartésica estaba ya fuertemente aculturizada por la cultura púnica, así que se supone que Asdrúbal simplemente refundó y fortificó la ciudad sobre la preexistente Mastia tartésica.
La excavación arqueológica del nivel ibérico y cartaginés se plantea muy difícil en Cartagena, ya que está solapado por la Carthago Nova romana que se construyó encima.